# Liste von Migrationsgruppen in der Schweiz
Die Liste von Migrationsgruppen in der Schweiz listet Migrantengruppen nach deren Herkunft in der Schweiz.

## Liste
- Einwanderung aus Afrika in die Schweiz
- Albaner in der Schweiz
- Armenier in der Schweiz
- Assyrer in der Schweiz
- Brasilianer in der Schweiz
- Deutsche in der Schweiz
- Eritreer in der Schweiz
- Filipinos in der Schweiz
- Finnen in der Schweiz
- Griechen in der Schweiz
- Italiener in der Schweiz
- Pakistaner in der Schweiz
- Polen in der Schweiz
- Portugiesen in der Schweiz
- Serben in der Schweiz
- Sri-Lanker in der Schweiz
- Tibeter in der Schweiz
- Türkeistämmige in der Schweiz

## Ständige ausländische Wohnbevölkerung
Die Ausländerstatistik des Staatssekretariats für Migration (SEM) basiert auf Daten des Zentralen Migrations-Informationssystems (ZEMIS) jedoch ohne Internationale Funktionäre (bspw. der Vereinten Nationen) mit deren Familienangehörigen und ohne Kurzaufenthalter mit einer Aufenthaltsdauer von unter 12 Monaten sowie ohne Asylsuchende und ohne vorläufig Aufgenommene.
| Staatsangehörigkeit | Anzahl    | Prozent |
| ------------------- | --------- | ------- |
| Italien             | 318'653   | 15,70   |
| Deutschland         | 304'706   | 15,01   |
| Portugal            | 269'521   | 13,28   |
| Frankreich          | 127'294   | 6,27    |
| Kosovo              | 111'496   | 5,49    |
| Spanien             | 83'478    | 4,11    |
| Türkei              | 67'986    | 3,35    |
| Nordmazedonien      | 65'193    | 3,21    |
| Serbien             | 64'256    | 3,17    |
| Österreich          | 42'062    | 2,07    |
| Sonstige Staaten    | 574'882   | 28,33   |
| Gesamt              | 2'029'527 | 100,0   |